# Castelo de Dampierre

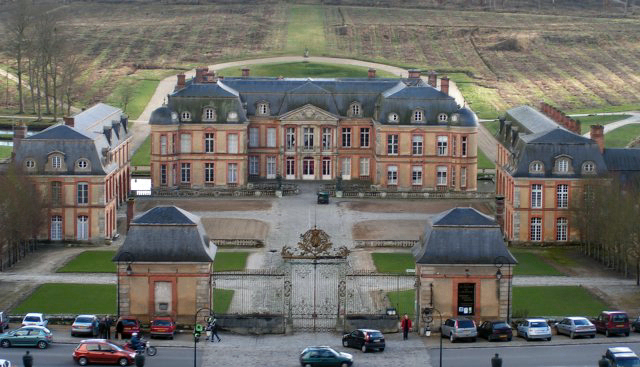
O Château de Dampierre: Barroco domesticado no círculo privado de Luís XIV

O Château de Dampierre é um palácio da França, situado na comuna de Dampierre-en-Yvelines, departamento de Yvelines. Foi construído, ao estilo barroco francês, no último quartel do século XVII, mais precisamente entre 1675 e 1683, por Jules Hardouin-Mansart, para Charles Honoré d'Albert (1646-1712), Duque de Luynes, de Chaulnes e de Chevreuse, genro de Colbert.
Protegido por trás de duplos portões de ferro finamente trabalhados, o bloco principal (corps de logis) e as suas alas, ligados por balaustradas, estão dispostos simetricamente em volta de um Pátio de Honra pavimentado e coberto de cascalho. Atrás, o eixo central estendia-se entre os antigos parterres, actualmente campos de feno. O parque, com trabalhos de água formais, foi conduzido por André Le Nôtre.
O palácio possui interiores sumptuosos. A escala menor (quando comparado, por exemplo, com o Château de Vaux-le-Vicomte) torna simples a comparação com o aproximadamente contemporâneo Het Loo, de Guilherme III d'Orange.
A arquitectura do Château de Dampierre revela um estilo clássico pela rigorosa disposição das janelas, o que marca os andares, e pela entrada monumental da fachada virada ao parque, precedida de uma grande escadaria. Esta fachada é ornada por colunas e por um frontão à antiga.
A Grande Galeria foi reconstruída pelo arqueólogo amador e coleccionador, Honoré Théodore Paul Joseph d'Albert (1802-1867), Duque de Luynes, sob orientação do arquitecto Félix Duban. Na sala de música do palácio está exposto o Âge d’Or (Idade do Ouro), um afresco de Ingres.
O parque, o qual perdeu muitas das suas árvores durante uma tempestade ocorrida no dia 26 de Dezembro de 1999, apresenta um canal formal e uma construção de jardim oitocentista.
O Château de Dampierre é propriedade da família Luynes desde 1663. Esta mesma família possui, igualmente, uma outra residência em Luynes, departamento de Indre-et-Loire.

## Curiosidades
Em 1995, a escadaria interior do Château de Dampierre serviu de décor ao filme Ridicule, de Patrice Leconte, por falta das autorizações necessárias para gravar no Château de Versailles.